# 毛果小垫柳
毛果小垫柳（学名：Salix brachista var. pilifera）为杨柳科柳属下的一个变种。

## 扩展阅读
- 維基物種上的相關：毛果小垫柳